# Красичин (гміна)
Гміна Красичин (пол. Gmina Krasiczyn) — сільська гміна у східній Польщі з центром у селі Красичин. Належить до Перемишльського повіту Підкарпатського воєводства.
Станом на 31 грудня 2011 у гміні проживало 5011 осіб.

## Площа
Згідно з даними за 2007 рік площа гміни становила 127.17 км², у тому числі:
- орні землі: 31.00%
- ліси: 61.00%

Таким чином, площа гміни становить 10.48% площі повіту.

## Населення
Станом на 31 грудня 2011:
| Опис     | Загалом | Загалом | Чоловіки | Чоловіки | Жінки | Жінки |
| -------- | ------- | ------- | -------- | -------- | ----- | ----- |
| одиниця  | осіб    | %       | осіб     | %        | осіб  | %     |
| все      | 5011    | 100     | 2503     | 49.95    | 2508  | 50.05 |
| міське   | 0       | 100     | 0        |          | 0     |       |
| сільське | 5011    | 100     | 2503     | 49.95    | 2508  | 50.05 |

## Населені пункти
- Брилинці (пол. Brylińce),
- Холовичі (пол. Chołowice),
- Тисова (пол. Cisowa),
- Дибавка (пол. Dybawka),
- Коритники (пол. Korytniki),
- Красичі (пол. Krasice),
- Красичин (пол. Krasiczyn),
- Кречкова (пол. Krzeczkowa),
- Мільнів (пол. Mielnów),
- Вільшани пол. Olszany),
- Пралківці (пол. Prałkowce),
- Рікшиці (пол. Rokszyce),
- Сливниця (пол. Śliwnica),
- Тернівці (пол. Tarnawce),
- Залісся (пол. Zalesie).

## Сусідні гміни
Гміна Красичин межує з такими гмінами: Бірча, Кривча, Перемишль, Фредрополь.